# Iwata

Iwata (磐田市 Iwata-shi?) este un municipiu din Japonia, prefectura Shizuoka.